# Arbutus pavarii
Arbutus pavarii е вид растение от семейство Пиренови. Видът е уязвим и сериозно застрашен от изчезване.

## Разпространение
Ендемит е на Либия.